# Orvin B. Fjare

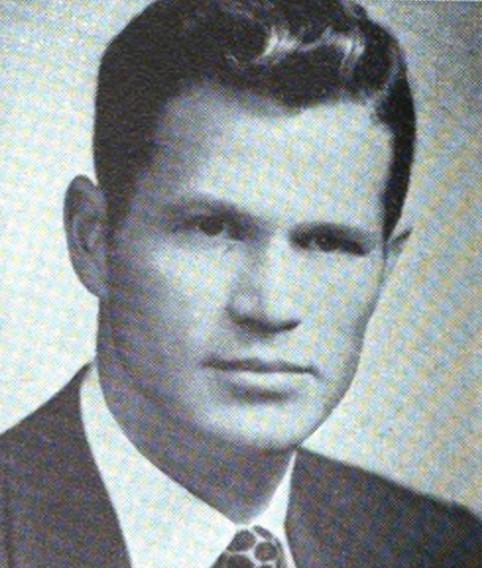
Orvin B. Fjare

Orvin Benonie Fjare (* 16. April 1918 bei Big Timber, Montana; † 27. Juni 2011 in Helena, Montana) war ein US-amerikanischer Politiker. Zwischen 1955 und 1957 vertrat er den Bundesstaat Montana im US-Repräsentantenhaus.

## Frühe Jahre
Orvin Fjare wurde auf einer Ranch im Sweet Grass County in Montana geboren. Er besuchte die öffentlichen Schulen seiner Heimat und arbeitete dann in einem Bekleidungsgeschäft in Big Timber. Später wurde er Teilhaber dieses Geschäftes. Im Jahr 1940 trat er als einfacher Soldat in die US-Armee ein. Während des Zweiten Weltkriegs war er zunächst in der Artillerie und dann als Pilot im Südpazifik eingesetzt. Am Ende seiner Militärzeit im Jahr 1946 hatte er den Rang eines Captain erreicht.

## Politische Laufbahn
Orvin Fjare wurde Mitglied der Republikanischen Partei. Von 1952 bis 1954 gehörte er der Wohlfahrtskommission von Montana (Public Welfare Commission) an. Gleichzeitig war er Kurator der öffentlichen Schulen in Big Timber. Bei den Kongresswahlen des Jahres 1954 wurde er als Nachfolger von Wesley A. D’Ewart in das US-Repräsentantenhaus gewählt. Dort absolvierte er zwischen dem 3. Januar 1955 und dem 3. Januar 1957 eine Legislaturperiode. Bei den Kongresswahlen des Jahres 1956 scheiterte er an LeRoy H. Anderson, dem Kandidaten der Demokratischen Partei.
Im Jahr 1959 wurde er in das Repräsentantenhaus von Montana gewählt. Damals wurde er auch in der Versicherungsbranche tätig. Im Jahr 1960 kandidierte Fjare erfolglos für einen Sitz im US-Senat. Zwischen 1962 und 1969 war er einer der Direktoren der Autobahnverwaltung (Highway Department) von Montana. Sein letztes politisches Amt bekleidete Orvin Fjare von 1970 bis 1979 als Leiter der Bundesbehörde zur Verwaltung der staatlichen Gebäude in Montana. Zuletzt lebte er in seinem Geburtsort Big Timber.